# بنك مسكن

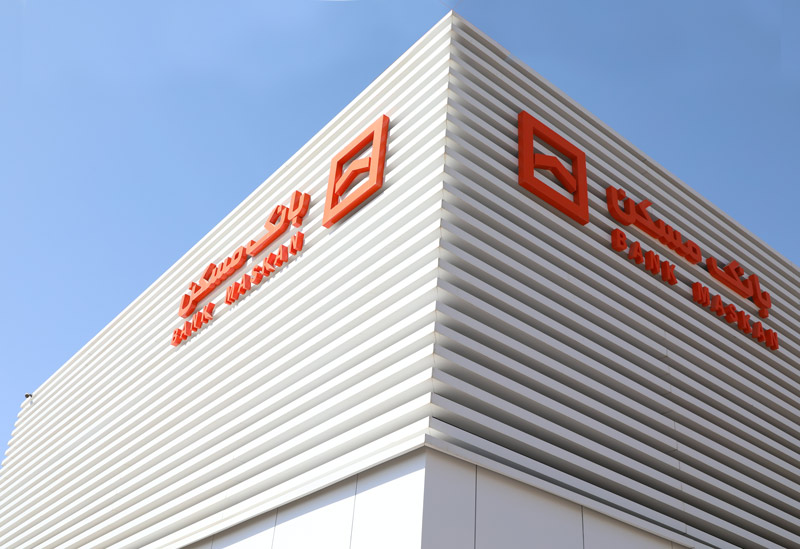
بنك مسكن، كرج

بنك مسكن (بالفارسية: بانک مسکن) المعروف أيضًا باسم بنك الإسكان ، هو بنك حكومي في إيران . وفي عام 2008، منع البنك المركزي الإيراني جميع البنوك والمؤسسات المالية الأخرى، باستثناء بنك مسكن، من تقديم القروض العقارية السكنية. 

## بناء
وتشمل الشركات التابعة لها:
- شركة الإسكان للاستثمار (بالفارسية: شرکت  سرمایه گذاری مسکن )، تأسست عام 1991؛ [4] حصلوا على جائزة الجودة الوطنية الإيرانية (بالفارسية: جايزه ملي كيفيت ايران) في عام 2004 [5]

## أنظر أيضا
- الخدمات المصرفية والتأمين في إيران
- البناء في إيران
- وزارة الإسكان والتنمية الحضرية (إيران)